# The Last Goodbye
"The Last Goodbye" é uma canção do girl group britânico Atomic Kitten, lançado como terceiro single do segundo álbum de estúdio do grupo, Feels So Good (2002). Foi composta por Daniel Poku, Espen Lind, Mikkel Storleer Eriksen, Tor Erik Hermansen, Hallgeir Rustan e Peter Björkl e produzida por Stargate para o segundo álbum de estúdio das meninas. Na Irlanda e no Reino Unido foi lançado como um duplo lado A com "Be With You". A canção alcançou o segundo lugar no UK Singles Chart em dezembro daquele ano.

## Performance nos gráficos
A música chegou ao número 2 no UK Singles Chart na sua primeira semana de lançamento. Ficou no gráfico por 12 semanas, e conseguiu vender 182.695 cópias apenas no Reino Unido. É o quinto-best-seller single do Atomic Kitten lá após "Whole Again", "The Tide Is High (Get the Feeling)" e "Eternal Flame". A canção também foi um hit top 10 na República da Irlanda e Reino Unido, onde foi o seu quarta best-seller lá.
Em Nova Zelândia, o single foi direto a posição 11, apenas faltando o top 10. A música foi um top 20 hit em Holanda, Turquia e Áustria, Um sucesso, considerando que nunca promoveram "The Last Goodbye" ali. Apesar de terem atingido a marca mais baixa na Dinamarca, ainda conseguiram atingir o pico de 20. Na Alemanha e na Suíça, a canção foi o top 30, na Bélgica e na Suécia, O sigle foi um hit top 40.
O vídeo musical de "The Last Goodbye" foi filmado e ambientado na noite de Liverpool. Natasha Hamilton afirmou que o motivo pelo qual o vídeo foi filmado em Liverpool foi "porque [eles] queriam um local com bela arquitetura e atrações turísticas que as pessoas associariam instantaneamente ao Liverpool".

## Videoclipe
No videoclipe, as cantoras do grupo interpretam três mulheres em cenas diferentes, que tropeçam em vários casais (se amando), enquanto elas estão sozinhas. Liz McClarnon disse que era o primeiro vídeo onde elas tinham que incluir a atuação, em vez de dançar, posar e apenas cantar na frente da câmera. Algumas das cenas incluem Natasha Hamilton em Liverpool Airport, e um MG ZT andando em um táxi, naquele momento a MG Rover tinha um acordo de patrocionio com a banda. Liz McClarnon aparece em um Cinema (Crosby Community Plaza) e Jenny Frost em um quarto de hotel e olhando para a varanda. A cena final inclui todas as três personagens andando por uma famosa calçada em Liverpool, no meio da noite, que é semelhante aos Backstreet Boys no vídeo musical de "Show Me the Meaning of Being Lonely.